# Matthew Knight Aréna
A Matthew Knight Aréna (angolul: Matthew Knight Arena, MKA) többcélú fedett pályás sportlétesítmény az Amerikai Egyesült Államok Oregon államának Eugene városában, az Oregon Ducks kosárlabdacsapatainak otthona.
A 2010–11-es szezon elején tervezték átadni, de nyitómérkőzését végül 2011. január 13-án játszották. A 227 milliós beruházás névadója Phil Knight szponzor búvárkodás közben meghalt fia, Matthew Knight.

## Kialakítása
A játékfelületet Pat Kilkenny atlétikai igazgatóról nevezték el. A padlón Tinker Hatfield, a Nike kreatív igazgatóhelyettesének tervei alapján fenyők sziluettje rajzolódik ki, amely a „magas fenyőknek” nevezett 1938–39-es férfikosárlabda-csapatnak, az NCAA első bajnoksága győztesének állít emléket.
A 9,8×11 méteres, 29 tonnás eredményjelző négy darab 6,1×3,7 méteres LED-panelből áll, a mennyezethez az egyetem logóját formáló tartókonzolok rögzítik.
A szurkolók kritizálták a pálya tükröződését, valamint a hiányzó középvonalat; utóbbit később pótolták.

## Kritikák
A projekt az Egyesült Államok legdrágább egyetemi kosárlabdacsarnoka, amelyet harminc évre szóló államkötvényekből fedeztek. Az intézményt kritizálták a várható bevételek túlbecslése miatt.
Fairmount városrész lakói nehezményezték a parkolók és szemetesek elégtelen számát. Greg Rikhoff szóvivő szerint eredetileg nem tervezték parkolóhelyek kialakítását, hanem a rendezvényekre érkezőket egy távolabbi P+R parkolóból autóbusszal szállították volna a stadionhoz. A lakossági panaszok miatt fórumot rendeztek, valamint telekhasználati engedélyre és hatástanulmányra is szükség volt.
A hallgatók szerint a kollégiumokhoz túl közeli létesítmény zajos, rontja a közbiztonságot és tájidegen.

## Fordítás
- Ez a szócikk részben vagy egészben  a   Matthew Knight Arena című angol Wikipédia-szócikk ezen változatának fordításán alapul.  Az eredeti cikk szerkesztőit annak laptörténete sorolja fel. Ez a jelzés csupán a megfogalmazás eredetét és a szerzői jogokat jelzi, nem szolgál a cikkben szereplő információk forrásmegjelöléseként.